# Альт-Аутц
Альт-Аутц (нем. Schloss Alt-Autz, латыш. Vecauces muiža) — старинный замок в городке Вецауце, в Вецауцской волости, в Добельском крае, в историческом регионе Земгале, Латвия. До проведения аграрной реформы в Латвии в 1920 году усадьба принадлежала баронскому и графскому роду фон Медем. Комплекс является одним из наиболее старых замков Латвии и одним из ярких примеров сооружений, построенных в стиле английской неоготики. Последний раз капитальный ремонт замка проводился с 1988 по 1993 год.

## Описание

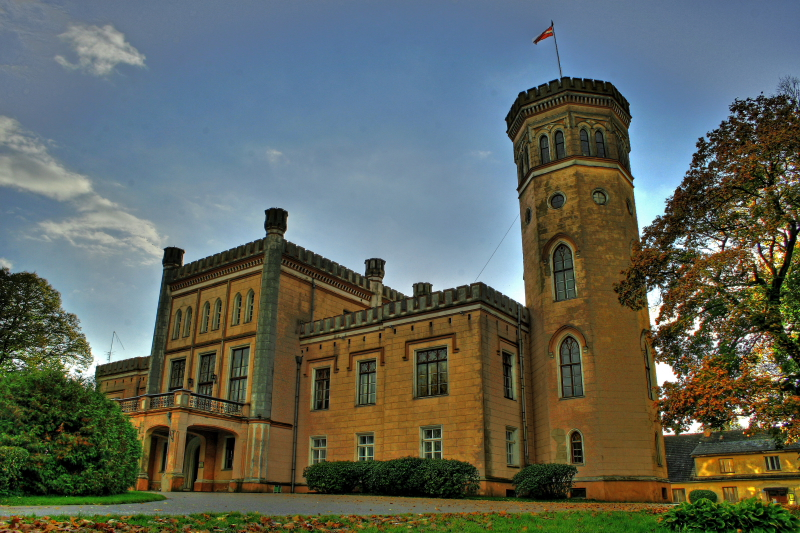
Вид замка в вечерних сумерках

От прежнего замка сохранились только фрагменты фундамента. Стены современного здания сложены из блоков песчаника. Замок представляет собой центральное трёхэтажное здание, к которому примыкают два симметричных крыла. Главный фасад обращён на восток. С севера к комплексу примыкает высокая восьмиугольная пятиэтажная башня. Для подъёма наверх к ней была пристроена отдельная лестничная башня.

## История

### Ранний период
Поместье Альт-Аутц впервые упоминается в письменных источниках в 1616 году. Тогда был созван ландтаг (дворянское собрание) Курземского и Земгальского герцогств. Из-за внутренних конфликтов съезд пришлось перенести в Митаву (современная Елгава). До 1672 года усадьба принадлежала семье фон Фитингоф. Затем замок принадлежал непосредственно герцогу Курземскому и Земгальскому. Наконец, с 1768 года, поместье вместе со всеми строениями перешло во владение графов фон Медем.

### XIX век
Считается, что проект нынешнего замка владелец поместья граф Карл фон Медем заказал берлинскому архитектору Фридриху Августу Штюлеру (1800–1865). Работы по возведению новой резиденции на месте прежнего замка начались в 1841 году. В 1845-м владельцы въехали в здание. Во второй половине XIX века к комплексу пристроили часовню. А несколько позднее появилась башня с верандой.

### XX век
Во время Революционных событий 1905 года замок был разорён и сожжён. Но вскоре владельцы имения смогли восстановить комплекс. Правда в несколько упрощённом виде без прежнего великолепия. Руководивший реставрационными работами берлинский архитектор Карл Рудольф Герман Зойберлих пожертвовал многими первоначальными элементами декора.
После земельной реформы 1920 года замок перешёл в собственность Латвийского университета. Здесь разместилась база стажировок студентов, изучающих сельскохозяйственные науки. Во время Второй мировой войны комплекс получил серьёзные повреждения. Замок был восстановлен как филиал Латвийской сельскохозяйственной академии в период с 1956 по 1957 год. Все студенты факультета агрономии и зоотехники проходили здесь обязательную практику в течение учебного года.

## Усадебный парк
Замок окружает пейзажный парк площадью 13 гектаров. В парке имеется несколькими прудов, а также деревья редких пород. Ещё в XIX веке здесь были построены павильоны и беседки, а также проложены аллеи и тропы. В настоящее время в парке можно увидеть памятник главе хуторского хозяйства «Вецауце» Янису Бергу и профессору Янису Апситису. В парке находится кладбище немецких и русских солдат, погибших в годы Первую мировую войну.

## Современное состояние
В настоящее время здание находится в ведении учебно-исследовательского хозяйства «Вецауце» Латвийского сельскохозяйственного университета.

## Галерея

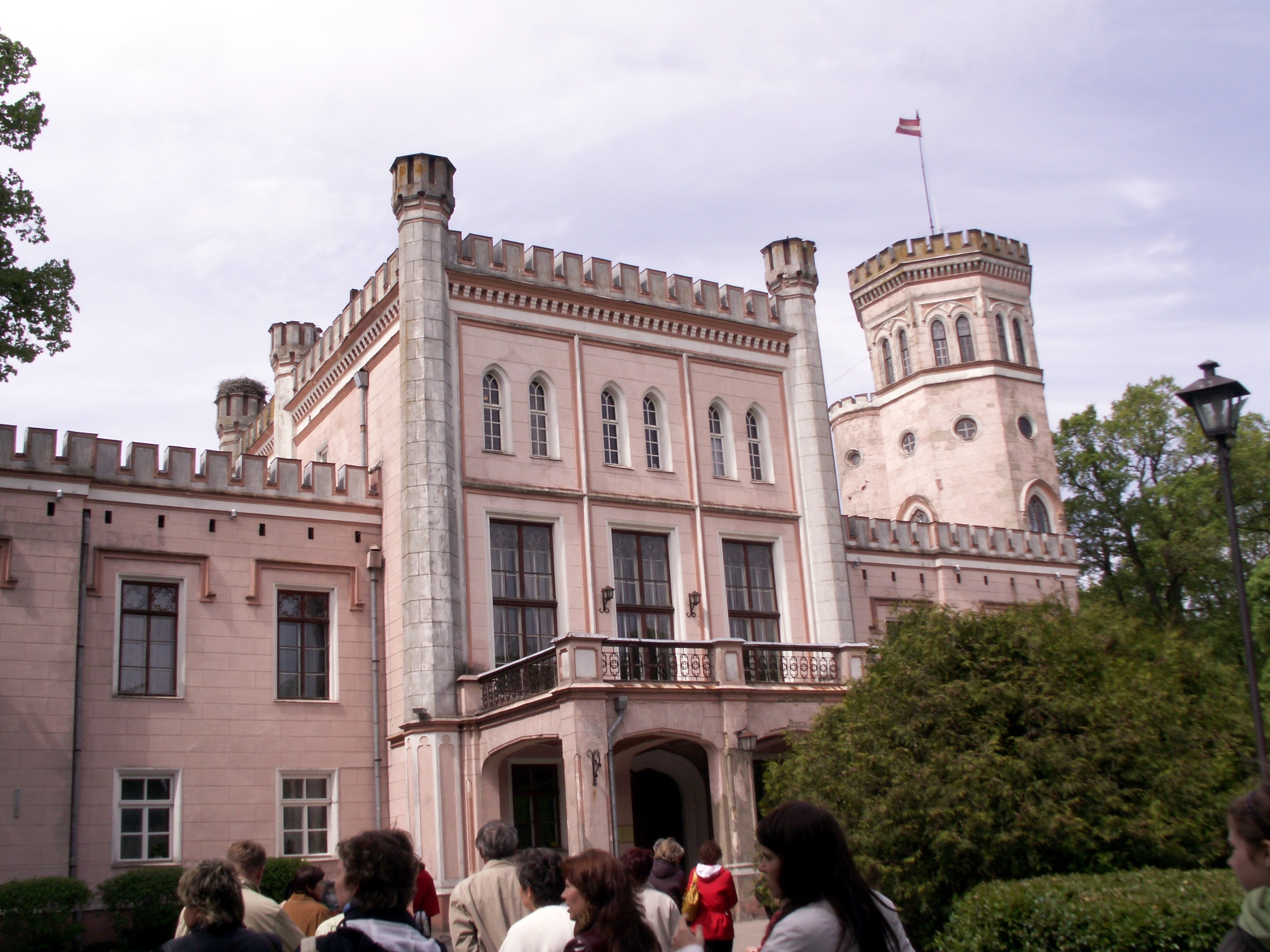
Центральная часть замка
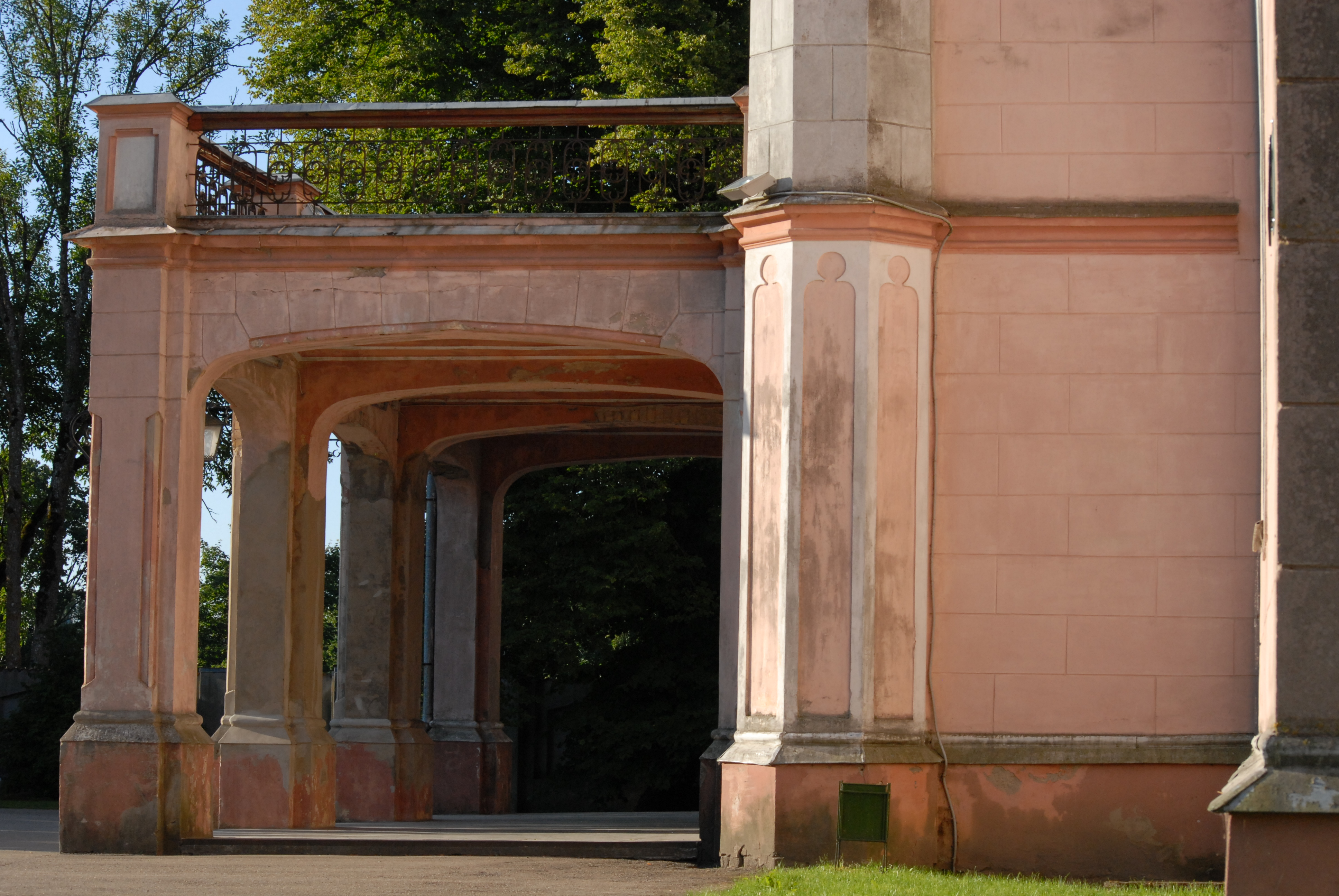
Балкон нал главным входов
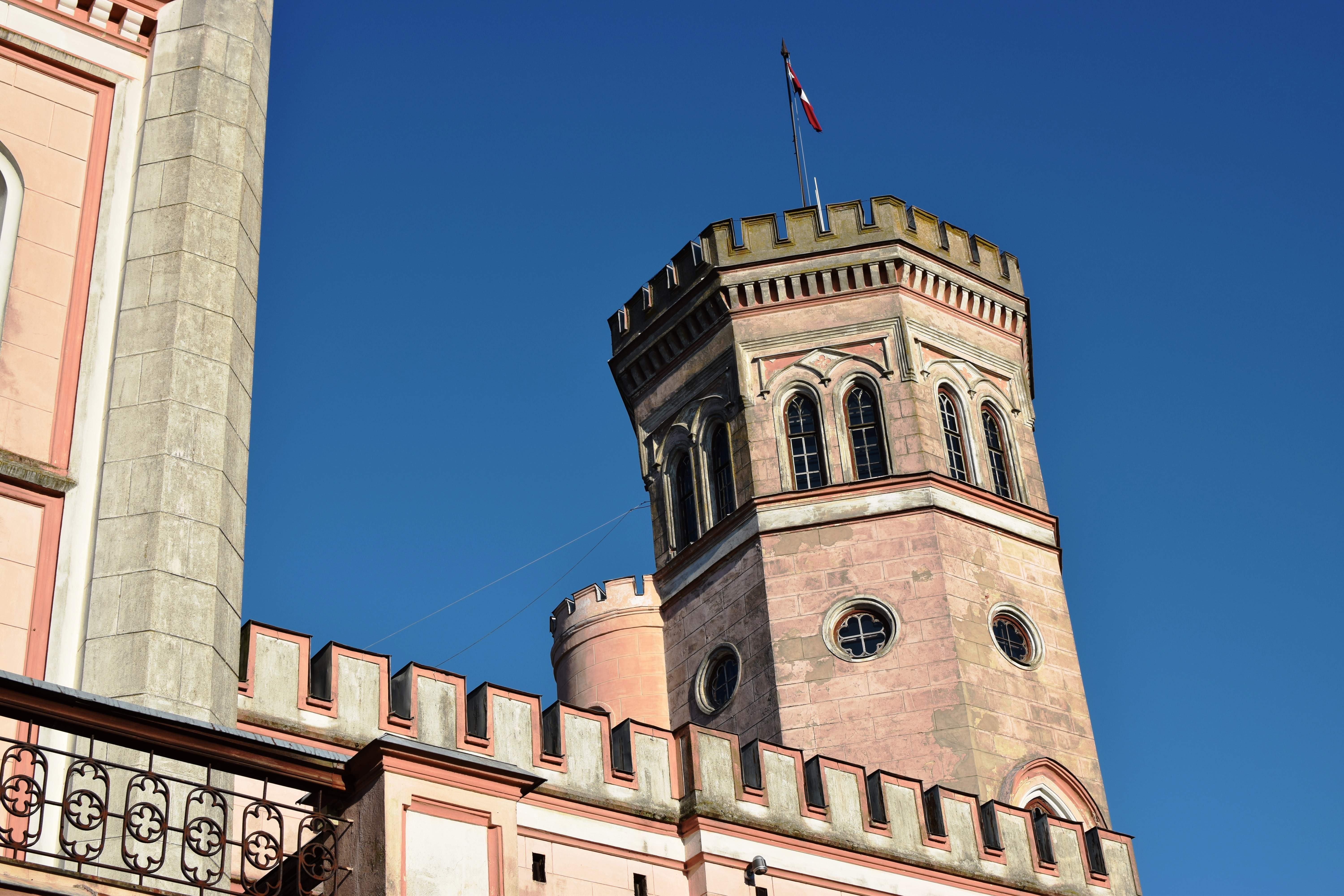
Главная башня
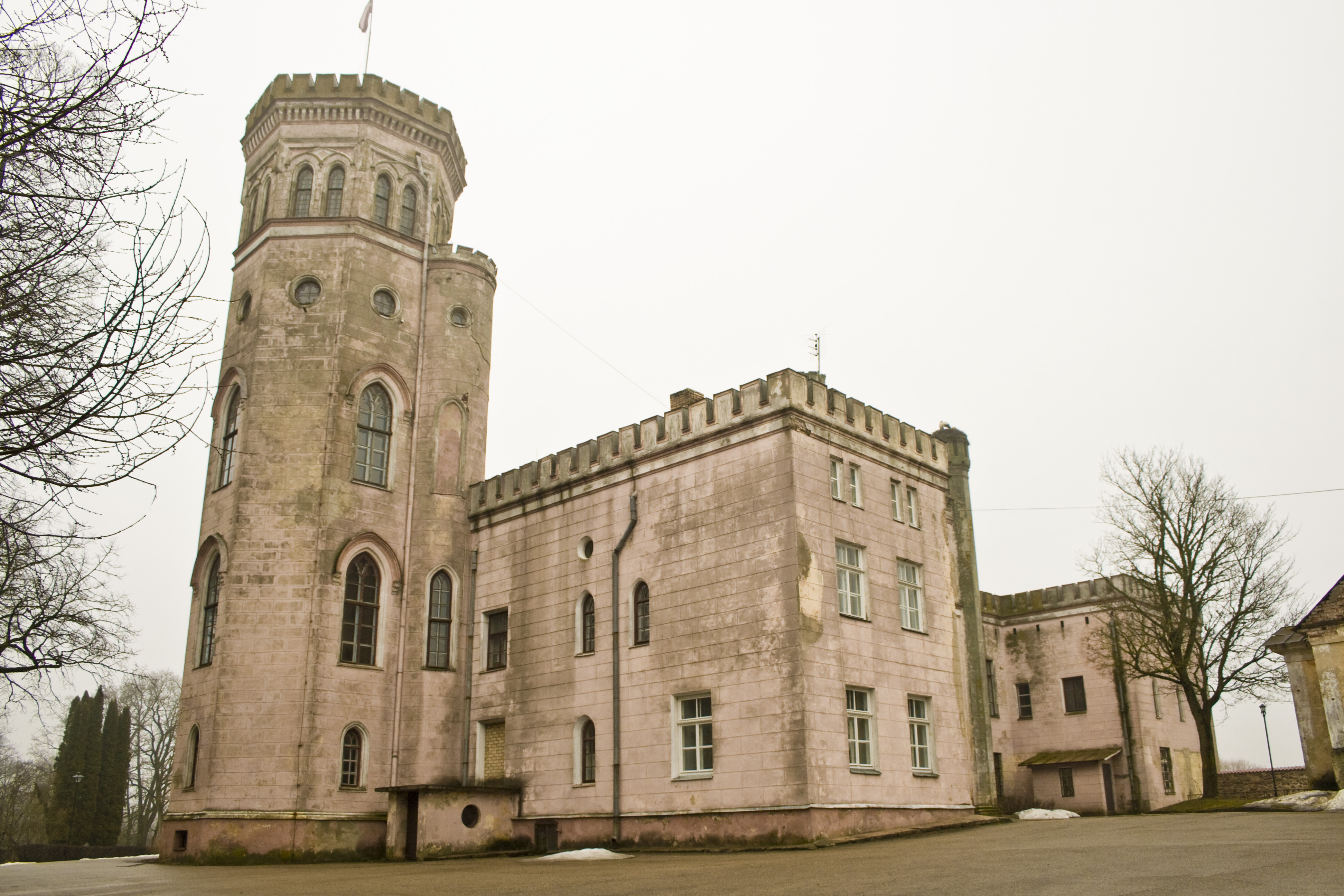
Вид комплекса северо-западной стороны
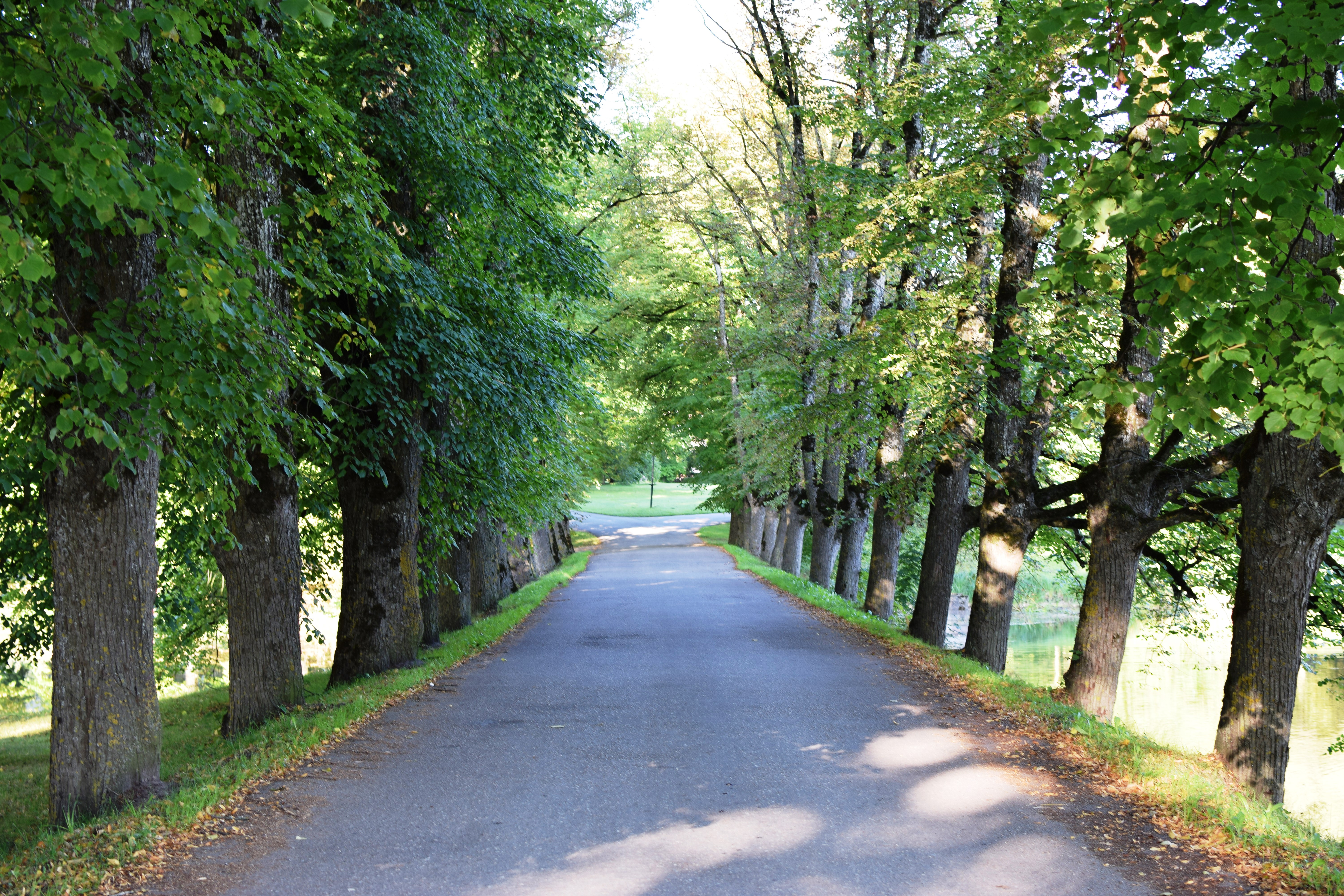
Центральная аллея замкового парка